# 単弓類
単弓類（たんきゅうるい、Synapsida）は、有羊膜類に属する脊椎動物の一群である。

## 概要
脊椎動物のうち、陸上に上がった四肢動物のグループ（分類群）の一つである。哺乳類および、古くは哺乳類型爬虫類とも呼ばれたその祖となる生物の総称である。共通する特徴としては、頭蓋骨の左右、眼窩後方に「側頭窓」と呼ばれる穴がそれぞれ1つずつあり、その下側の骨が細いアーチ状となっていることである。この骨のアーチを解剖学では「弓」と呼んでおり、このグループではこれを片側に一つ持っているために単弓類と呼ばれる。爬虫類以上の四肢動物のうち、片側に「弓」を二つ持っているものは双弓類、一つも持っていないものは無弓類と呼ばれる。

## 進化史
古生代デボン紀末に現れた両生類は石炭紀において多様な種を生み出した。その中から、胚が羊膜を持つ有羊膜類と呼ばれるグループが生まれた。かれらはやがて初期のものを除いて二つの大きなグループに分岐していく。一つは鳥類を含む爬虫類へとつながる竜弓類。そしてもう一つは哺乳類を含む単弓類である。
単弓類の盛衰は地球の大気に含まれる酸素濃度とも密接に関係している。菌類がリグニンを含む樹木を分解できなかった石炭紀には植物の光合成により二酸化炭素が吸収されて酸素が放出され、結果的に石炭が大量に蓄積されて酸素濃度が35%に達し、ペルム紀以降は、リグニンの分解能を獲得した菌類による木材の分解により酸素濃度は低下しジュラ紀後期の2億年前には酸素濃度は12%まで低下した。恐竜とその子孫である鳥類が持つ気嚢は、単弓類やその子孫の哺乳類が持つ横隔膜方式よりも効率的に酸素を摂取できる機能があり、低酸素下でもその機能を維持し繁栄することができた。恐竜はじめ双弓類と競合する単弓類は低酸素下でその種の大部分が絶滅することとなった。

### 盤竜類

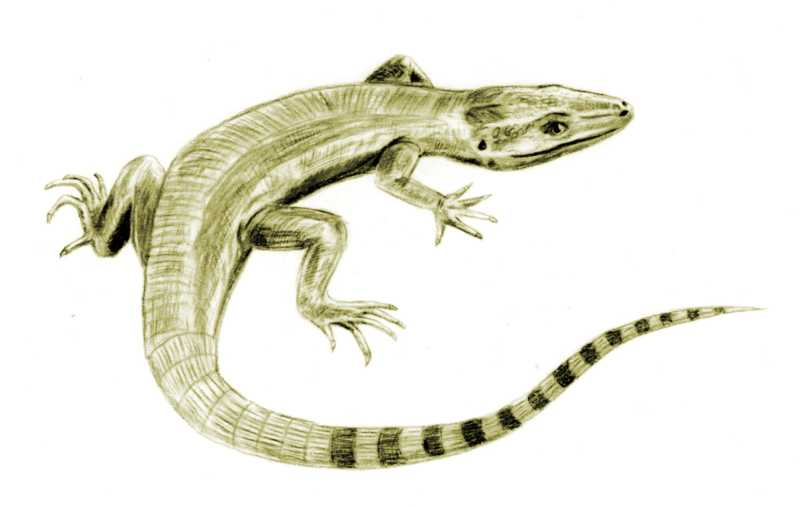
アーケオシリス。最古の単弓類の一つ。

初期の単弓類は、盤竜類というグループにまとめられている。この中にはディメトロドンやエダフォサウルスなどといった生物が属している。現在知られうる最古の盤竜類（同時に最古の単弓類でもある）は、石炭紀後期ペンシルベニア紀に生きたアーケオシリスおよび Clepsydrops などである。これらは、現生のイグアナなどと大差ない外観の生物であった。彼ら盤竜類は初期竜弓類と比較して大きく開く強い顎や後述する異歯性など餌の摂食において有利に働く特徴を備えており、これもあってか単弓類は竜弓類に先駆けて陸上での大型化や放散を果たし、有羊膜類としては、成功を収めた初のグループとなる。現在の北アメリカ大陸、主にテキサス州から多数の化石が出土している。石炭紀後期には高度に植物食に適応したエダフォサウルスが出現、そしてペルム紀前期、強力な捕食動物であるディメトロドンが現れた。彼らの繁栄の頂点はこの頃であった。その原因は不明ながらも（何らかの地球規模の環境変化の影響を受けたと推測される）盤竜類はペルム紀中期には勢力が著しく衰退しており、ペルム紀後期にはその姿を消している。これら盤竜類の形態は、祖先の原始的な有羊膜類のものを色濃く受け継いでおり、現在の哺乳類からはかなり異なっている。しかし、生える場所によって歯の形態が異なる異歯性が現れ始めているなど、哺乳類的な特徴は見られる。

### 獣弓類

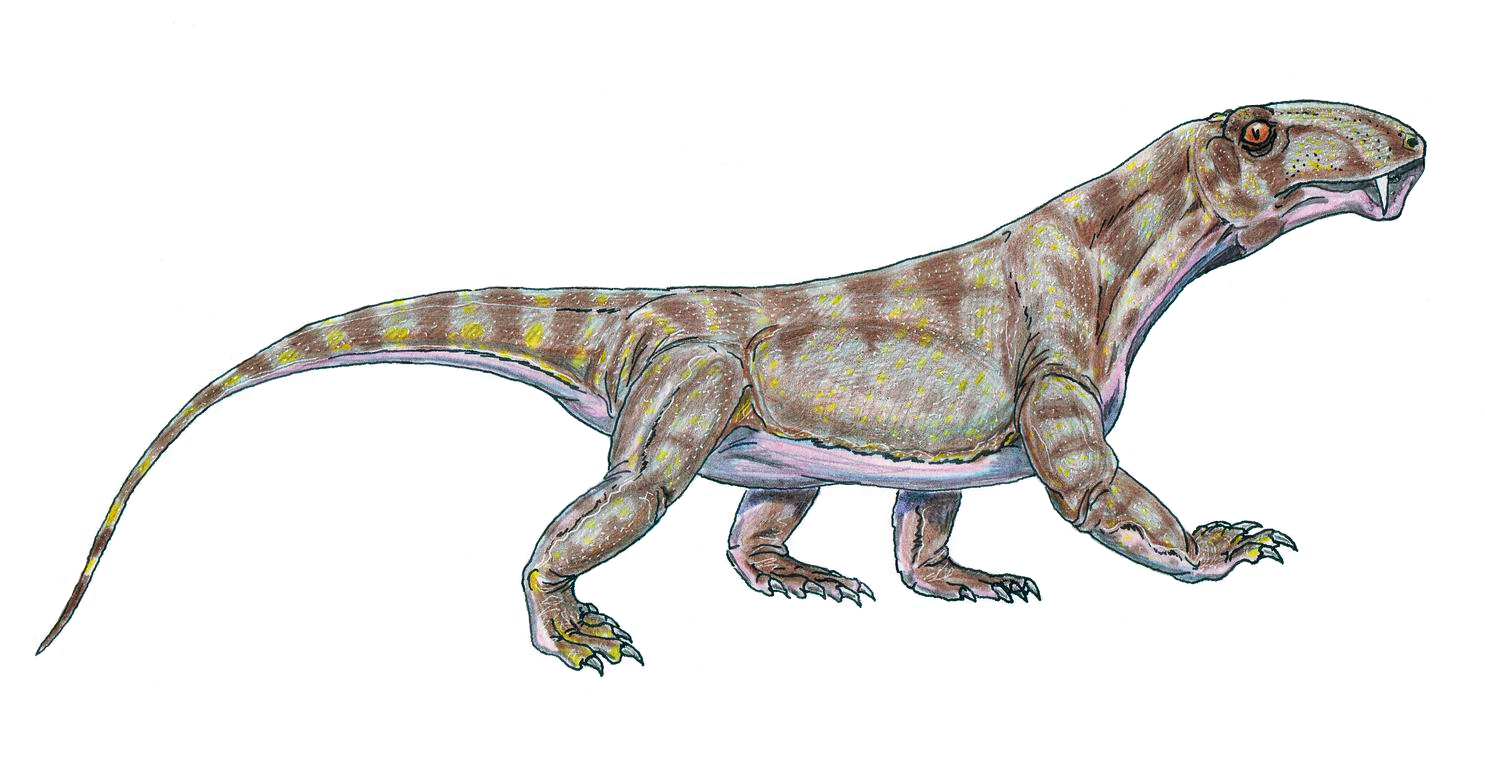
ビアルモスクス。初期の獣弓類。

盤竜類に代わって繁栄したのが獣弓類と呼ばれるグループで、パンゲア大陸の隅々にまで分布を拡げ、陸上の生態系の頂点に君臨していた。獣弓類はディメトロドンの属するスフェナコドン科に近いグループから進化したと言われている。初期こそ盤竜類と大差ない姿であったが、やがて体毛、恒温性という哺乳類的な特徴を獲得していく。初期のものを除く主要なグループとして、ディノケファルス亜目、異歯亜目、獣歯類が挙げられる。
ディノケファルス亜目（恐頭亜目）は、初期のグループに肉食種を含むが、後から派生したモスコプスなど大型の植物食種が特に繁栄した。彼らの特徴は、その名の通り角や牙、肥厚したドーム状の頭頂部など奇怪な装飾をほどこした頭部であった。かれらはペルム紀中期に特に繁栄するものの、中期末期に起きた何らかの環境変化で急速に衰退しペルム紀の終わりを待たずに絶滅している。
異歯亜目は、「異常な歯」の名の通り、上顎に発達した一対の犬歯しか持たないディキノドン類（二本の犬歯の意）を含むグループである。かれらは初期に昆虫食のものはいたものの、ほぼ全て植物食のグループである。初期はディノケファルス類の陰に隠れて小型のものが多かったが、その衰退と絶滅に乗じて大型化し、その地位を継いだ。
獣歯類は大きくゴルゴノプス亜目、テロケファルス亜目、キノドン類のグループに分かれるが、ゴルゴノプス亜目、テロケファルス亜目は大型の捕食者を輩出した。かれらもまた肉食ディノケファルス類の衰退、絶滅とともに大型化し、後のサーベルタイガーを思わせる長大な犬歯を持って陸上生態系の頂点に立ったのであった。
異歯亜目と獣歯類はペルム紀後期に繁栄の頂点にあったが、ペルム紀と中生代三畳紀の間（P-T境界と呼ばれる）に起きた大量絶滅によって大半が絶滅することになる。全生物の95%以上が絶滅したといわれるこの未曾有の大量絶滅を生き延びた獣弓類は、異歯亜目ではディキノドン類、獣歯類ではテロケファルス類、キノドン類であった。
異歯亜目のディキノドン類はリストロサウルスやカンネメエリアなどカンネメエリア科やその近縁の少数のメンバーのみが生き延びた。しかしかれらは急速に勢力を回復していく。陸上生態系のほぼすべてを占めるということはなかったが、リストロサウルスはパンゲア大陸の各地に姿を現した。そのためかれらはキノグナトゥス（キノドン類）、メソサウルス（中竜類、初期の有羊膜類）、グロッソプテリス（裸子植物）などとともに大陸移動説の確固たる証拠となった。リストロサウルス自体は三畳紀前期で姿を消すものの（故にかれらは三畳紀前期の示準化石となっている）、ディキノドン類は大型植物食動物として三畳紀後期まで繁栄を続けていた。
一方の獣歯類では、ゴルゴノプス類が絶滅したものの、テロケファルス類とキノドン類が生き延びていた。テロケファルス類自体は大きく衰退したものの、そこから派生したバウリア上科は高度に植物食に適応していった。またキノドン類は後に哺乳類が現れるグループである。
多くはペルム紀の残存勢力というかたちではあったが、三畳紀の単弓類もまた生態系を構築するうえで必要不可欠な存在だった

### キノドン類

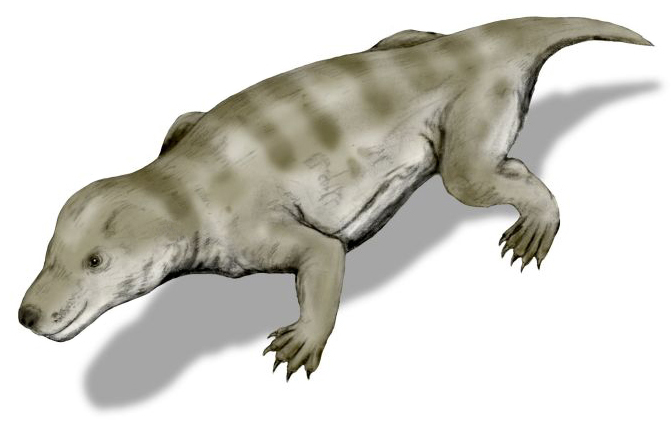
トリナクソドン。初期のキノドン類。

このキノドン類の中からトリナクソドンなどが現れた。この生物において特筆すべきことは、腹部の肋骨が縮小し、胴がねじれるようになったことである。これ以降のいくつかの種のキノドン類の化石の中には、身体を丸めて眠ったまま化石化したものも存在する。小型哺乳類が眠る際に、体温を逃がさない時にこういった姿勢をとることから、すでにこの段階で恒温性を獲得しつつあったのではないかとされる。また、体毛を獲得していた可能性も高いとされる。すでにゴルゴノプス類の段階において洞毛（感覚毛）の痕跡が確認されているからである。同時に胴体をねじることができるということは、哺乳行動とも密接な関わりがある。初期ディノケファルス類の皮膚化石には無数の腺らしきものが発見されていることから、この段階で乳腺を獲得していても不思議ではない。
以降、キノドン類はキノグナトゥスなどの大型捕食者やディアデモドン、トラベルソドンなど草食に適化したものなどを輩出するなど、勢力を拡大していった。この過程で四肢の直立化など、哺乳類的な特徴を獲得していった。その中でも大きなものが、顎関節の改変である。

### 哺乳形類

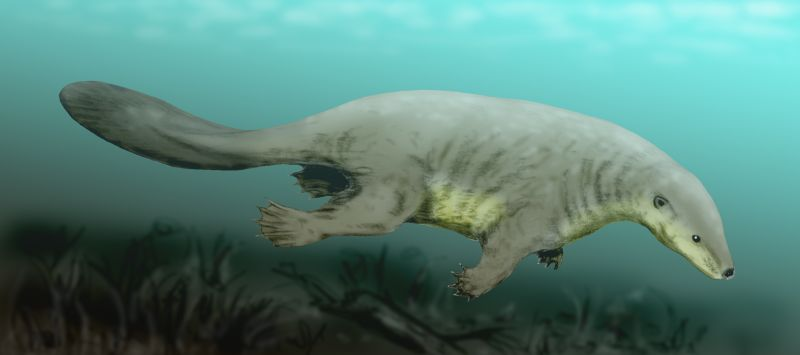
カストロカウダ。半水性の哺乳形類。

かつて哺乳類は顎関節によって定義されてきた。爬虫類や哺乳類以外のほぼすべての単弓類は顎の関節を構成する骨は方形骨と関節骨と呼ばれる骨であり、下顎も複数の骨で構成されていた。しかし、哺乳類は麟状骨と歯骨によって顎関節が構成されている。しかし近年、この定義が適用できない中間的な形態の化石が発見されることが多くなったため、現生種を含む最も小さい単系統となるよう、厳密に再定義することとなった。これにより、初期の一部グループが哺乳類から外れることになる。それらを含めた従来の広い意味での哺乳類を、哺乳形類という。
三畳紀後期初頭、中規模な大量絶滅が地球を襲い、再び多数の系統が姿を消した。獣弓類では、テロケファルス類の姿は既になく、ディキノドン類もゴンドワナ大陸にわずかに生き残っているだけになってしまった。キノドン類も例外でなく、トリティロドン類、トリテレドン類、そして哺乳形類の三グループが生き延びただけであった。これらはいずれも小型のグループであった。トリテレドン科は肉食、トリティロドン科は草食のグループであった。三畳紀後期は既に獣弓類の時代ではなく、恐竜をはじめとする主竜類に陸上生態系の大半を占められていた。トリテレドン類はジュラ紀前期、トリティロドン科は白亜紀前期まで生き延びた。トリティロドン科は後に現れる多丘歯類あるいは齧歯類に似た生物であったが、多丘歯類との競合の末、石川県手取層群で発見された歯の化石を最後に、その化石記録は途絶えている。
最古の哺乳形類といわれるアデロバシレウスは、2億2,500万年前に生息していた。このグループはその名の通り、哺乳類およびその近縁の生物であった。顎関節の改変、四肢の直立化および呼吸器の改良など、哺乳類的な特徴は色濃くなっている。この顎関節の改変は聴覚の発達と密接な絡みがある。顎関節の蝶番を聴覚強化のための増幅装置としたのである。その結果、夜間においても行動が可能となり、恐竜が闊歩する中生代においても夜という新天地でかれらは生活の場を得ることができた。

### 哺乳類

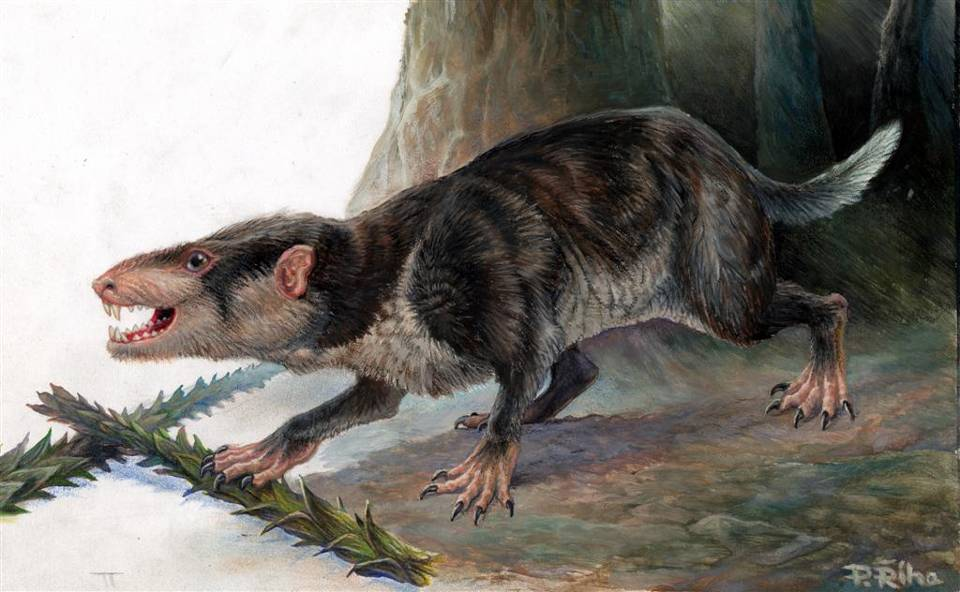
ゴビコノドン。比較的大型の三錐歯目。

この中から現れたのが哺乳類である。かれらは中生代においてはほぼネコ以下の大きさで、トガリネズミに似た姿であった。しかし、例外的な存在として三錐歯目のレペノマムスが挙げられる。かれらは60cm〜1mと当時の哺乳類としては大きく、恐竜であるプシッタコサウルスの幼体を捕食していたことが化石から判明している。とはいえこれはごく一部のことであり、大半の哺乳類は恐竜などの双弓類系の大型爬虫類の傍らでかれらが白亜紀末（K-T境界）の大量絶滅において絶滅するまでは、小型のままであった。
ただし、恐竜の生存時点でも、数の上では哺乳類は恐竜よりもずっと多くなっており、また既に白亜紀前期には有胎盤類（エオマイアなど）が出現するなど、分化が始まっていた。白亜紀末までには現生群の目はほぼ出揃っていたと推定される。
新生代に至ると、哺乳類は空白となったニッチを埋めるように爆発的に放散進化し、多種多様な種が現れた。この時点において最も成功したグループは多丘歯類とよばれる植物食の小型動物である。齧歯類に似た姿であり、食性などもほぼ同じであったと推定されている。しかし、それが故に齧歯類との競合が生じ、第三紀半ばには姿を消すことになった。
現生群の一つ単孔類は、オーストラリアに遺存的に存在している。その起源はおそらく三畳紀、2億 3,100 万〜2億 1,700万年前に他のすべての哺乳類から分岐したと推定されている。このグループは現生のものでは唯一卵生である。

### 獣亜綱

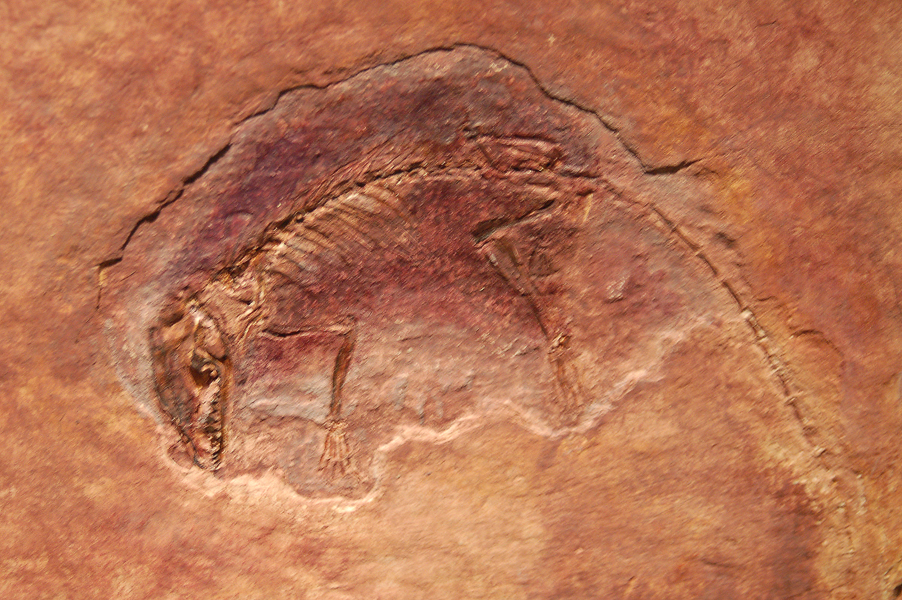
エオマイア化石（レプリカ）。最初期の真獣類。

また、獣亜綱の有袋類と有胎盤類は白亜紀前期に分岐したとされている。有袋類はアジアから分布を広げ当時ゴンドワナ大陸の一部であった南アメリカに至った。以降かれらの進化の主体はこの地であったが、やがてゴンドワナ大陸が分裂、南アメリカ大陸は北上して北アメリカ大陸とつながることになった。かれらはパナマ地峡を経由して南進してきた有胎盤類と競合することになり、オポッサムなどを除いて絶滅。以降、大半の種はオーストラリア大陸で生き延びることになる。
一方の有胎盤類は異節上目、アフリカ獣上目、真主齧上目、ローラシア獣上目の四つに分かれ全世界へとその分布をひろげた。陸上のみならず水生のクジラ類など、飛行能力を得た翼手目など、初期獣弓類では成し得なかった領域への進出を遂げている。
今日、哺乳類として知られる現生の単弓類はおおむね4,300から4,600の種が存在している。これは、脊索動物門の約10パーセントにあたる。

## 形態

### 側頭窓

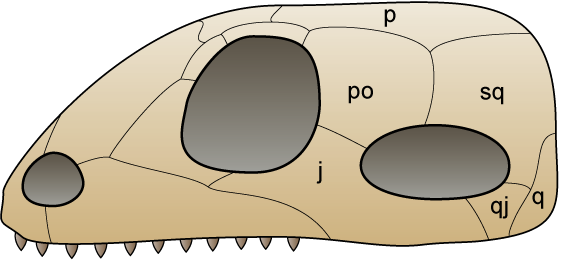
単弓類の頭蓋骨
左から鼻孔、眼窩、側頭窓

単弓類は、頭蓋骨側頭部下方に側頭窓と呼ばれる穴が両側それぞれ1つ開いていることを特徴とする。初期の有羊膜類では咬筋は頭蓋骨の内側にのみ付着していたが、単弓類においては側頭窓が開いたことによって頭蓋骨の外側まで筋肉の付着面が拡大し、下顎内転筋の力を強めることができた。後期の獣弓類では側頭窓が拡大、頭頂部には筋肉の付着面となる高い稜（矢状稜）が形成された。しかし、バウリアなどテロケファルス類の一部や後期のキノドン類（哺乳類も含む）では眼窩後部の骨の仕切りが失われ、眼窩と一体になっている。が、霊長類などでは二次的に眼窩後部に仕切りが形成され、側頭窓が独立している。特に哺乳類においては脳の拡大とともに脳函部が膨らみ、側頭窓は側面から押し潰された形になっている。このくぼみに筋肉が集中し、こめかみを形成している。

### 異歯性
単弓類の大きな特徴の一つである異歯性は、学名ディメトロドンの意味、「2種類の長大な歯」から分かるように、初期の盤竜類から見ることができる。魚食性や植物食のものはこの特徴は顕著ではないが、その祖先的な属には異歯性をもつものがいることから、これは盤竜類の共通した特徴であるといわれる。そしてそれは、獣弓類、特に獣歯類になると一層顕著になる。ゴルゴノプス類などでは特に犬歯が発達し、のちの剣歯虎のようなサーベル牙となっている。また、キノドン類では「三つ又の歯」トリナクソドンのように、臼歯に複雑な咬頭を発達させている。そして哺乳類の獣亜綱においては切断と破砕の機能を兼ね備えた「トリボスフェニック型臼歯（トリボス＝噛み砕く、スフェン＝切り裂く）」に進化している。同時にこうした臼歯の機能を生かすために後期キノドンでは何度も歯が生え変わる「多生歯性」から、乳歯と永久歯の二回しか生え変わらない「二生歯性」へと進化している。これは、上下の歯が杵と臼のようにセットになって働くため、歯が欠落している期間を極力少なくする必要があったからであると推定される。ただし、永久歯を失ってしまえば二度と歯は生えてこないため、永久歯の寿命が肉体の寿命を意味することになった。当時の中生代の（哺乳類などを含む）キノドン類は総じて短命であったためそれほど支障は出なかったと考えられている。しかし、新生代に入って哺乳類は大型化するとともに寿命が伸びることになる。そのため、伸び続ける門歯（齧歯類）や高冠歯化（奇蹄類）、水平交換（長鼻目）など、歯の寿命を延ばすための進化も見られる。

### 恒温性
盤竜類など初期の単弓類は同時代の双弓類と同様に変温動物であったと推定される。背中の帆や異様なまでに肥大化した胴体など、内分泌系によらない体温の調節用と思われる形質を発達させたものが多数認められている。しかしその一方で、そういったものを持たない盤竜類も繁栄していた。かれらに取って代わった獣弓類はこれらのグループから現れたといわれる。獣弓類は初期のグループこそ盤竜類と大差ない生物であった。時代が進むにつれ二次口蓋や体毛、足の直立化など、内分泌系による体温の恒常性を獲得しつつあったと思われる形質が発達する。同時に変温動物においては体内リズムの維持に密接な関わりがあるとされる頭頂孔も縮小している。盤竜類や初期獣弓類は大きな頭頂孔を持っていたが次第に縮小、キノドン類段階において消失している。しかし単孔類などはやや恒温性が不完全なことから、現生哺乳類のような高度な体温恒常性を獲得したのは獣亜綱（有胎・有袋）以降であろうといわれている。

### 顎関節と内耳
爬虫類や哺乳類以外のほぼ全ての単弓類は顎の関節を構成する骨は方形骨と関節骨と呼ばれる骨であり、下顎も複数の骨で構成されていた。しかし、獣歯類においては歯骨（下顎の歯を納める骨）が大型化していく傾向があった。更にキノドン類の哺乳類に至る系統では拡大した歯骨が麟状骨（側頭骨の一部）と接触、方形骨ー関節骨と麟状骨ー歯骨の二つの顎関節が併存することになる。そして、哺乳類（と一部の哺乳形類）段階で方形骨と関節骨が顎関節から外れ、内耳へと移動している。これには、四肢の直立化が関わっているとされる。盤竜類段階においては腹這いに近い状態であったが故に、地面に顎をつけ、そこから獲物や外敵の振動を下顎で拾い上げて内耳に伝えていた。しかし、獣弓類において四肢が直立に近づくとともに頭は高く持ち上げられ、地面から離れてしまった。そのため空中の音を聞くための聴覚を強化する必要があったからである。

### 口蓋
盤竜類段階においては二次口蓋は存在しなかった。これは、かれらが変温動物であり、それほどエネルギーを必要としていなかったからであろうと推定されている。しかしこの当時、（便宜的に両生類とされている）ディアデクテスは既に骨性二次口蓋を完成させていた。やがて三畳紀に入ると、ディキノドン類、テロケファルス類、キノドン類などがそれぞれ別個に骨性二次口蓋を完成させていった。これは、ペルム紀末の環境変化により酸素濃度が低下したからだとされる。

### 肋骨
上記のように低酸素の環境下で呼吸効率を高める必要が生じたため、腹部の肋骨が縮小している。おそらくはほぼ同時期に横隔膜が形成され、胸郭と腹郭が分けられた。これにより呼吸の効率が上昇した。一方恐竜はより効率的な呼吸システムである気嚢を発達させていた。これが中生代における両者の明暗を分けることになった可能性がある。
また、肋骨が退化したことで胴をよじることができるようになった。これは、哺乳行動や体毛の存在などとも関わりがあることである。

### 哺乳行動
比較的初期のディノケファルス類の化石には、珍しいことに皮膚が残されていた。その体表には鱗はなく、無数の腺らしきものが観察されたという。一説によればこれは汗腺ではないかというが、その正体は定かではない。ただ哺乳類の胎児の発生過程においては、汗腺や脂腺よりも乳腺の方が早く現れている。
ともあれ、胴がよじれるようになったことで、容易に授乳姿勢が取れるようになったのも事実である。親子が寄り添ったままの姿のキノドン類の化石が発見されていることから、この頃には哺乳行動が始まっていても不思議ではない。ただ、この時点では単孔類と同様、乳腺から皮膚の表面に滲み出た母乳をなめるだけだったであろう。

### 体毛
体毛については、軟組織であるので化石記録は乏しく、哺乳形類のカストロカウダやエオマイアなどが最古の記録となる。しかし、ゴルゴノプス類の化石の吻部には無数の小さな窪みが確認されており、これは洞毛の痕跡であるといわれる。しかし、胎児の発生段階では体毛よりも洞毛の方が早く現れているため、この段階では体毛の存在は確認できない。が、いったん毛状の構造ができれば全身に広がるのにはさほど時間がかからなかったとされる。
傍証としては、胴がよじれるようになったことで、毛繕いが可能になったことも挙げられる。キノグナトゥスなどがもつ犬歯の前の小さな切歯は同様の特徴を持つ食肉目などでは毛繕いに用いているが、かれらも同様の行動を行っていた——すなわち、体毛を持ち、毛繕いを行っていたといわれる。

## 分類

### 定義
単弓類は20世紀初頭、ヘンリー・フェアフィールド・オズボーンによって双弓類とともに定義された。この時点では、爬虫類とされた生物の大まかな分類は、側頭窓の形態によって行われていた。当時の分類としては、側頭窓が二つあるものが双弓類。一つだけ、あるいは持たないものが単弓類とされた。この時点では、獣弓類の異歯亜目はともかく、コティロサウルス類、カメ、首長竜などまでもがまとめて分類されていた。その後無弓類などの分類群が提案され、各系統は整理されていった。その結果単弓類は、爬虫類の4つ（あるいは5つ）の亜綱の1つ、単弓亜綱とされた。単弓類以外のものとしては、側頭窓の無い無弓亜綱、二つある双弓亜綱、一つであるが単弓類に比べて上方にある首長竜など広弓亜綱（魚竜など側弓亜綱を分ける場合もある）が挙げられる。こうした伝統的な分類は、1980年代までは有効であった。
しかし研究が進み、広弓亜綱（および側弓亜綱）は、双弓亜綱の二つの側頭窓のうち下方のものの下端が開いたものであり、双弓類の派生であることが判明した。また無弓亜綱も多系統であることが判明し、解体されることとなった。このグループは、初期の有羊膜類（中には現在両生類とされているものもあった）というだけに過ぎず、系統を反映したものではなかった。唯一現存する無弓類とされてきたカメ類も、遺伝子の解析の結果、側頭窓が二次的に失われたものであったことが判明した。そして単弓類は、分岐分類学の手法が導入された結果、他の全ての有羊膜類とは最初期から分岐していたことが明らかになった。そのためこのグループを爬虫類から切り離し、哺乳類を含む分類群として定義し直された。

### 分類階級
単系統として考えるならば、単弓類は哺乳類をその一部として含むことになる。一方、側系統を認める伝統的分類では爬虫綱の中の亜綱の一つとされていたが、これも誤りの可能性がある。これは、現在も両棲類と爬虫類の境目並びにその中間に当たる生物が解明されておらず、どこからどこまでを「爬虫類」とするかも定かではなく、もし単弓類が分岐したとされる「最初期の有羊膜類」が爬虫類に分類されるものでなければ、側系統を認める場合であっても、単弓類は爬虫類に含めるべきではないからである。これについては本項の他、爬虫類、有羊膜類、竜弓類の項も参照されたい。
これまではその外観などから哺乳類型爬虫類、獣型爬虫類あるいは非哺乳類単弓類とも呼ばれてきた。しかし、最近の分類では「爬虫類」には含まれないため、現在この呼称は便宜的に用いられるのみとなりつつある。なお、これに代わるものとして、爬虫類型哺乳類、爬獣類といった呼称も提案されている。

### 系統
- 四肢動物 Tetrapoda
  - 爬形類 Reptiliomorpha
    - 有羊膜類 Amniota
      - 竜弓類 Sauropsida
        - 爬虫類 Reptilia
          - 双弓類 Diapsida

      - 単弓類 Synapsida

### 下位分類
単弓類は、初期のグループである盤竜類とより進化した獣弓類の二つのグループに分けられている。盤竜類に関しては、現在は獣弓類以前の初期ループの6つの科をまとめた側系統の人為分類群という意味しか持たない。盤竜類は、エオシリス科とカセア科をまとめたカセア亜目、スフェナコドン科などをまとめた真盤竜亜目に分けられる。そのうち後者は、獣弓類およびその中の一グループとして哺乳類を含むクレード（単系統群）を形成する。
- 盤竜目 Pelycosauria
  - 真盤竜亜目 Eupelycosauria : アーケオシリス,オフィアコドン,ディメトロドン,エダフォサウルス
  - カセアサウルス亜目 Caseasauria : カセア,コティロリンクス
- 獣弓目 Therapsida
  - ビアルモスクス亜目 Biarmosuchia : ビアルモスクス,エオティタノスクス
  - Eutherapsida
    - ディノケファルス亜目 Dinocephalia : エステメノスクス,アンテオサウルス,モスコプス
    - Neotherapsida
      - 異歯亜目 Anomodontia
        - ドロマサウルス下目 Dromasauria : ガレキルス
        - ディキノドン下目 Dicynodontia : リストロサウルス

      - 獣歯目 Theriodontia
        - ゴルゴノプス亜目 Gorgonopsia : ゴルゴノプス,イノストランケビア,リカエノプス
        - 真正獣歯目Eutheriodontia
          - テロケファルス亜目 Therocephalia : リコスクス
            - ユーテロケファルス下目 Eutherocephalia : ユーシャンベルジア,バウリア

          - キノドン亜目 Cynodontia : プロキノスクス,トリナクソドン
            - ユーキノドン下目 Eucynodontia : キノグナトゥス,オリゴキフス
              - 哺乳形類 Mammaliaformes : カストロカウダ
                - 哺乳類 Mammalia